# 蓝月亮 (星球)

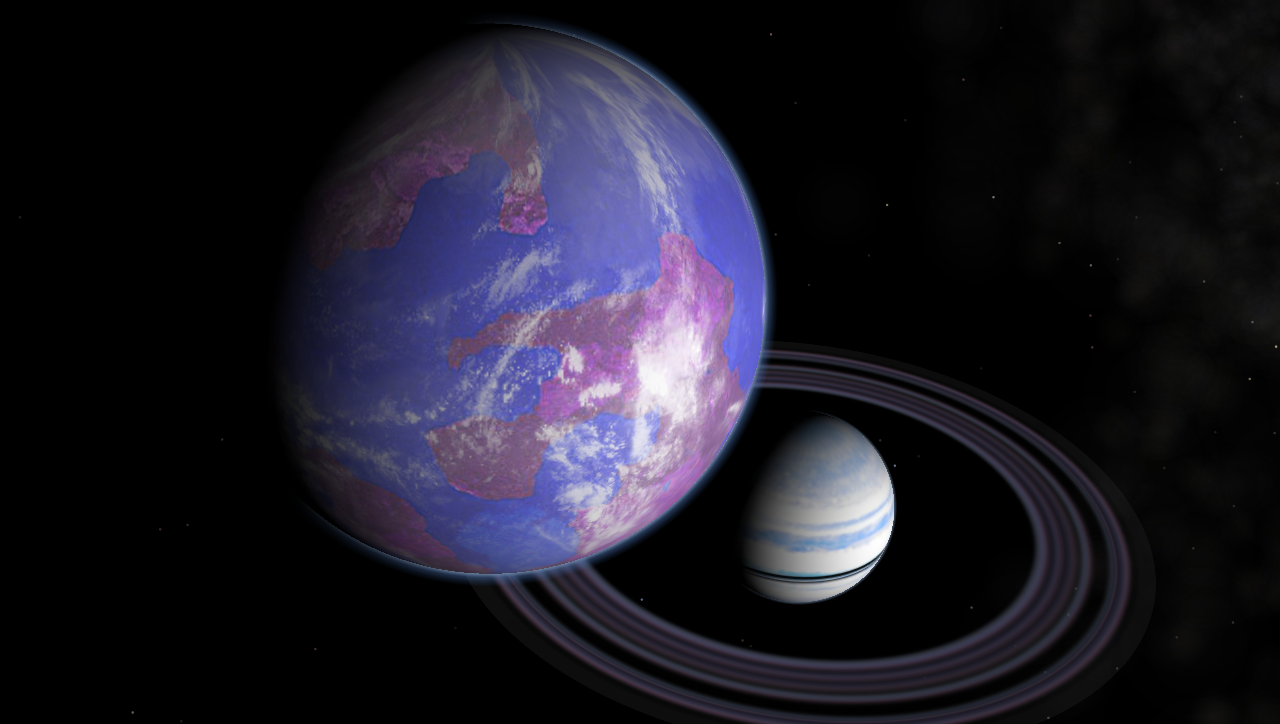
蓝月亮及其繞行的巨行星模拟图

蓝月亮是科学家们用電腦模拟出的一个孕育着地外生命的星球。它围绕着银河系的某颗巨大行星运转，離地球40光年遠，该行星所处的恒星系有两颗太阳。“蓝月亮”自轉一周约为240小时，大气层浓度是地球的三倍。拥有大面积的海洋。

## 概述
蓝色月亮显着特点是，星球表面覆盖着浓密的大气层，没有极地冰覆盖，气温稳定不变。引力小，苔藓和藻类，甚至体积更大的生物均可以漂浮在蓝月亮上空。蓝月亮的质量与地球相近，但大气压是地球的三倍左右。
大气中氧浓度极高（占30％），雷电风暴剧烈。二氧化碳含量是地球的三十倍，空气湿冷温和。像月球一样，蓝月亮总以同一面朝向它的行星。
蓝月亮自转一周大约需要十天的时间，所以蓝月亮上有连续5日的白天和5日的黑夜。较长的昼夜时间使得这颗星球上产生了强大的跨半球季风。

## 生物
- 飞鲸（Skywhale）：类似地球上的鲸鱼，具有雙翼，可在空中飞翔，以漂浮的苔藓和藻类为食。
- 追蹤鳥（Caped stalker）：會飞行的肉食社會性動物，鹰般大的黄蜂状生物，可以捕食飞鲸。
- 巨鳶（Kite）：大型食肉动物，體長可達五公尺；捕食方式是以觸鬚將獵物勾起，能将地面上的生物消融在喷射出的酸液裡。
- 寶塔树（Pagoda tree）：植物，顶部具有碗状的凹口，用以收集雨水，可以长到210公尺左右。
- 气球株（Balloon plant）：植物，形状类似气球，向大气中释放种子，并在种子里填充氢气，使种子可以在大气中漂浮。